# حقوق بین‌الملل کار
حقوق بین‌الملل کار مجموعه قواعدی است که حقوق بین‌الملل عمومی و خصوصی را در بر می‌گیرد که به حقوق و وظایف کارکنان، کارفرمایان، اتحادیه‌های کارگری و دولت‌ها در تنظیم کار (فعالیت‌های انسانی) و محل کار مربوط می‌شود. سازمان بین‌المللی کار و سازمان تجارت جهانی اصلی‌ترین نهادهای بین‌المللی درگیر در اصلاح بازار کار بوده‌اند. صندوق بین‌المللی پول و بانک جهانی به‌طور غیرمستقیم با درخواست شرایط تعدیل ساختاری برای دریافت وام یا کمک‌های بلاعوض، تغییراتی را در سیاست کار ایجاد کرده‌اند. مسائل مربوط به تضاد قوانین که توسط دادگاه‌های ملی تعیین می‌شود، زمانی به وجود می‌آیند که افراد در بیش از یک کشور کار می‌کنند، و نهادهای فراملی، به ویژه در قوانین اتحادیه اروپا، قوانین فزاینده‌ای در مورد حقوق کار دارند.
استانداردهای بین‌المللی کار به کنوانسیون‌های مورد توافق بازیگران بین‌المللی، ناشی از یک سری قضاوت‌های ارزشی، برای حمایت از حقوق اولیه کارگران، افزایش امنیت شغلی کارگران و بهبود شرایط استخدامی آنها در مقیاس جهانی اشاره دارد؛ بنابراین، هدف چنین استانداردهایی ایجاد حداقل سطح جهانی حفاظت در برابر اعمال غیرانسانی کار از طریق اتخاذ و اجرای اقدامات مذکور است. از منظر نظری، بر اساس دلایل اخلاقی، برخی حقوق اساسی بشر وجود دارد که برای نوع بشر جهانی است. بنابراین، هدف استانداردهای بین‌المللی کار تضمین تأمین چنین حقوقی در محیط کار است، از جمله در برابر تجاوز در محل کار، قلدری، تبعیض و نابرابری جنسیتی از سوی دیگر برای تنوع کاری، دموکراسی محل کار و توانمندسازی.
در حالی که وجود استانداردهای بین‌المللی کار لزوماً به معنای مکانیسم‌های اجرایی نیست، اکثر موارد دنیای واقعی از معاهدات و موافقت‌نامه‌های رسمی ناشی از نهادهای بین‌المللی استفاده می‌کنند. اولین آژانس بین‌المللی که مسئول تدوین استانداردهای کاری است، سازمان بین‌المللی کار (ILO) است. ILO که در سال ۱۹۱۹ تأسیس شد، از استانداردهای بین‌المللی به عنوان ضروری برای ریشه کن کردن شرایط کار شامل «بی عدالتی، سختی و محرومیت» حمایت می‌کند. طبق تعریف ILO، استانداردهای بین‌المللی کار به امکان صلح پایدار کمک می‌کند، به کاهش اثرات نامطلوب بالقوه رقابت بین‌المللی کمک می‌کند و به پیشرفت توسعه بین‌المللی کمک می‌کند.
با این حال، اجرا به ILO محدود نمی‌شود و به مدل قانونی که ILO نمایندگی می‌کند محدود نمی‌شود. سایر جایگزین‌ها شامل تحریم‌های تجاری مستقیم، اجرای چندجانبه و استانداردهای داوطلبانه است. علاوه بر مناقشاتی که بر سر هر یک از این مدل‌ها به وجود می‌آید، مسائل بزرگ‌تری نیز در مورد بحث در مورد نیاز به استانداردهای بین‌المللی کار مطرح شده است. با این حال، در حالی که منتقدان مطرح شده‌اند، جامعه بین‌المللی عمدتاً به نفع حمایت اساسی از نیروی کار جهان در برابر اقدامات غیرانسانی به اجماع رسیده است.
با توسعه استانداردهای بین‌المللی کار موفق، نظارت و اجرای صحیح استانداردهای کار مرتبط است. بیشتر نظارت‌ها از طریق ILO انجام می‌شود، اما آژانس‌های داخلی و سایر سازمان‌های غیردولتی نیز در نظارت موفق استانداردهای بین‌المللی کار نقش دارند.

## تاریخچه
از زمان انقلاب صنعتی، جنبش کارگری نگران این بود که چگونه جهانی شدن اقتصادی قدرت چانه زنی کارگران را تضعیف می‌کند، زیرا کارفرمایان آنها می‌توانند بدون حمایت از استانداردهای کار در داخل، برای استخدام کارگران در خارج از کشور حرکت کنند. در چهارمین کنگره بین‌المللی سالانه در سال ۱۸۶۹ موارد زیر حل شد:
گسترش اصل تجارت آزاد، که بین ملت‌ها چنان رقابتی ایجاد می‌کند که منافع کارگر در رقابت شدید بین‌المللی بین سرمایه‌داران از بین می‌رود و قربانی می‌شود، ایجاب می‌کند که این اتحادیه‌ها همچنان بیشتر گسترش یابند و بین‌المللی شد.